# 廖炳生
廖炳生（1956年—），江西峡江人，汉族，中华人民共和国政治人物、第十一届全国人民代表大会解放军代表。
毕业于西安政治学院法律专业，是中共党员。担任第二炮兵工程技术总队总队长。2008年起担任全国人大代表。